# Kostenvorteil
Ein Kostenvorteil liegt in der Betriebswirtschaftslehre und Volkswirtschaftslehre vor, wenn ein Wirtschaftssubjekt bei der Produktion des gleichen Gutes geringere Herstellkosten oder Gesamtkosten aufweist als ein anderes Wirtschaftssubjekt.

## Allgemeines
Als Wirtschaftssubjekt kommen Unternehmen, der Staat mit seinen Untergliederungen und das Ausland (durch Export/Import) in Betracht. Kostenvorteile entstehen in der Betriebswirtschaftslehre gegenüber Wettbewerbern, wenn beispielsweise Kostendegression (Fixkostendegression) durch Skaleneffekte (englisch Economies of Scale) eintritt (Kostenführerschaft), unternehmensspezifische Technologien angewandt werden (Technologieführerschaft) oder in der Beschaffung durch Low-Cost Country Sourcing. Diese Kostenvorteile verbessern die Wettbewerbsfähigkeit, eröffnen Spielräume für Preissenkungen oder erhöhen die Gewinne.

## Arten
In der Volkswirtschaftslehre und vor allem der Außenwirtschaftstheorie unterscheidet man speziell zwischen absoluten und komparativen Kostenvorteilen.

### Absolute Kostenvorteile
Man spricht von absoluten Kostenvorteilen, wenn ein Wirtschaftssubjekt (Unternehmen oder auch der Staat) gegenüber einem anderen Wirtschaftssubjekt absolut mehr Absatzmenge in derselben Zeitspanne kostengünstiger produzieren kann. Ein absoluter Kostenvorteil liegt vor, wenn die Inlandspreise eines bestimmten Produktes unter denen des Auslands oder die Importpreise unter denen der Inlandspreise liegen.
Der Begriff des absoluten Kostenvorteils geht auf Adam Smiths Theorie der absoluten Kostenvorteile (englisch absolute cost advantages) zurück, die im vierten Buch seines im März 1776 erschienenen Buchs Der Wohlstand der Nationen enthalten ist. Hier führt Smith aus, dass jedes Land die Güter exportieren soll, die es absolut kostengünstiger als das Ausland herstellen kann und dafür Güter importiert, die im Ausland kostengünstiger produziert werden können.

### Komparative Kostenvorteile
Um komparative Kostenvorteile handelt es sich, wenn es einen Unterschied zwischen den relativen Produktionskosten verschiedener Güter innerhalb eines Staates gibt. Kann also ein Land ein bestimmtes Gut günstiger produzieren als ein anderes, so besitzt es für ersteres einen komparativen Kostenvorteil (englisch comparative cost advantage). Hier werden mithin die Produktionskosten verschiedener Güter im selben Staat verglichen.
Der komparative Kostenvorteil ist auf David Ricardo zurückzuführen, der 1817 am Beispiel zweier Länder gezeigt hat, dass sich das kostenmäßig unterlegene Land auf die Herstellung und den Export derjenigen Produkte spezialisiert, bei denen es den relativ geringsten Kostennachteil hat.

## Wirtschaftliche Aspekte
Sowohl Smith als auch Ricardo verwendeten für ihre Theorien ein „zwei Güter/zwei Länder“-Modell, anhand dessen sie ihre Kostenvergleiche vornahmen. Sie zeigten auf, dass Kostenunterschiede – neben den heute dazukommenden Wechselkursunterschieden – den Hauptgrund für Außenhandel und Arbeitsteilung darstellen. Eine Ausnutzung absoluter und komparativer Kostenvorteile ist nur möglich, wenn jedes Land in der Lage ist, diejenigen Güter und Dienstleistungen zu exportieren, die es am kostengünstigsten herstellen kann und dafür diejenigen Güter und Dienstleistungen importiert, die andere Staaten komparativ kostengünstiger erzeugen können.
Kostenvorteile dieser Art nutzen im Außenhandel vor allem die Niedriglohnländer gegenüber den Hochlohnländern und Niedrigsteuerländer gegenüber Hochsteuerländern, indem sie sich auf die Produktion arbeitsintensiver Güter oder Dienstleistungen spezialisieren. Im Hochlohnland lohnt sich die Produktion kostenbedingt nicht mehr, sie wird ins Niedriglohnland verlagert entweder durch eigene Produktionsstätten mit einheimischen Arbeitskräften des Niedriglohnlandes oder durch Auftragsproduzenten im Niedriglohnland.